# 段彩図

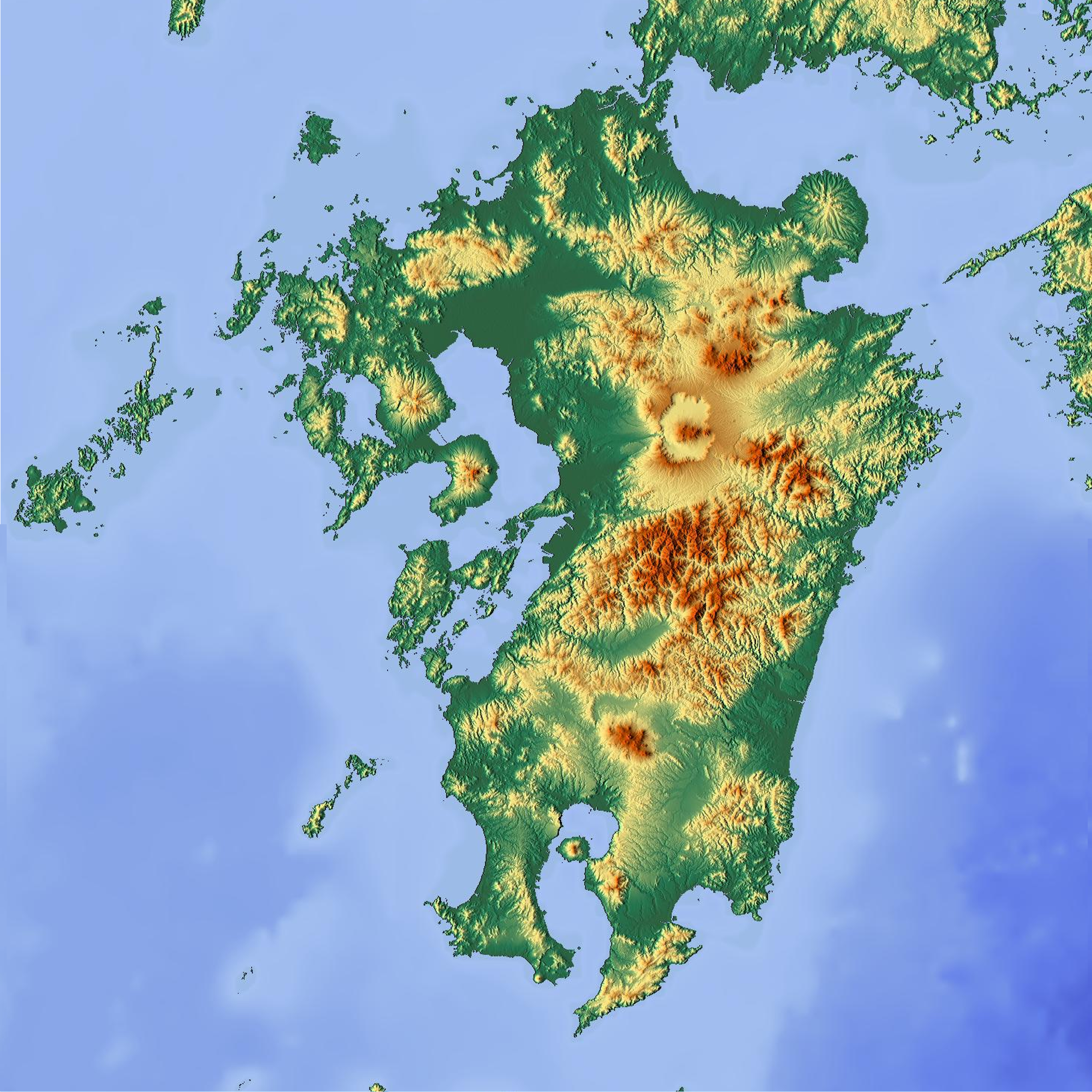
九州の陰影段彩図

段彩図（だんさいず）とは、等高線や等深線による地形表現を見やすくするため、段彩（グラデーション）をつけた地形図。これに一定の方向から光をあてたと仮定した影をつけて、より立体感を出して見やすくしたものを陰影段彩図（いんえいだんさいず）という。
低いところを示す青から高いところを示す赤への色相環によるグラデーションを用いる。すなわち、海の深いところは青、海の浅いところは水色、平地は緑、山岳は茶色といった色であらわされることになる。
他に、等高線による地形表現を見やすくする手法としてケバ図、点描図などがある。

## 参考
- 鳥瞰図と陰影段彩図 - 国土地理院
- 国土地理院[リンク切れ]